# Мала Мушка
Мала Му́шка (рос. Малая Мушка, марій. Изи Мушко) — присілок у складі Сернурського району Марій Ел, Росія. Входить до складу Чендемеровського сільського поселення.

## Населення
Населення — 46 осіб (2010; 42 у 2002).
Національний склад (станом на 2002 рік):
- марі — 100 %